# Андрушівський парк
Андру́шівський парк (або парк «Садиба Терещенка») — парк-пам'ятка садово-паркового мистецтва місцевого значення в Україні. Розташований у місті Андрушівці (Андрушівський район Житомирська область), парк навколо садиби-палацу Бержинських-Терещенків, одне з улюблених місць відпочинку мешканців та гостей міста, його туристичний об'єкт. 
У парку в середмісті Андрушівки розташовані ставки (на них щороку повертаються лебеді), палац Бержинських-Терещенків, декілька монументів радянської доби. 
Площа парку 9,38 га. Природоохоронний статус присвоєно згідно з рішенням облвиконкому від 07.12.1970 року № 624. Перебуває у віданні: Андрушівське комунальне підприємство «Комсервіс». 
Насадження верхнього ярусу — 150–170, другого — 90–120-річного віку. Дендрологічний склад: дерева місцевих порід, хоча також ростуть рідкісні для цих широт кедр та коркове дерево. 

## Історія
Парк у Андрушівці був закладений у 1-й половині XIX століття тодішніми власниками села Андрушівка панами Бержинськими. У 2-й половині XIX століття, коли місцевий цукрозавод і графський маєток придбали українські цукрозаводчики Терещенки, парк і розташована у ньому садиба були розширені і реконструйовані (зокрема, Артемієм Терещенком). У Андрушівці дотепер пам'ятають діда Каленика, який ще в часи Терещенків підгодовував лебедів та доглядав за парком.

## Галерея

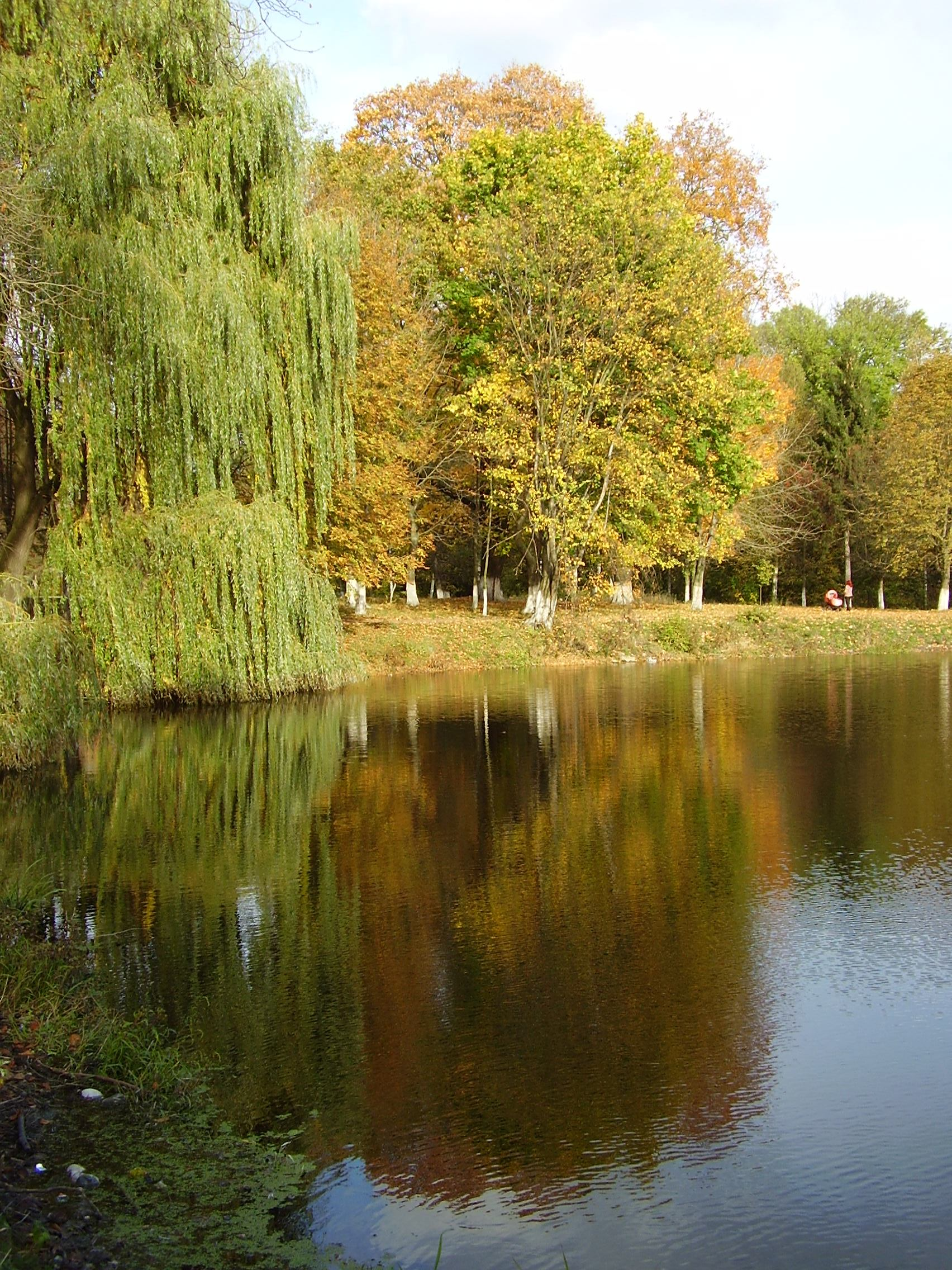
Андрушівський парк
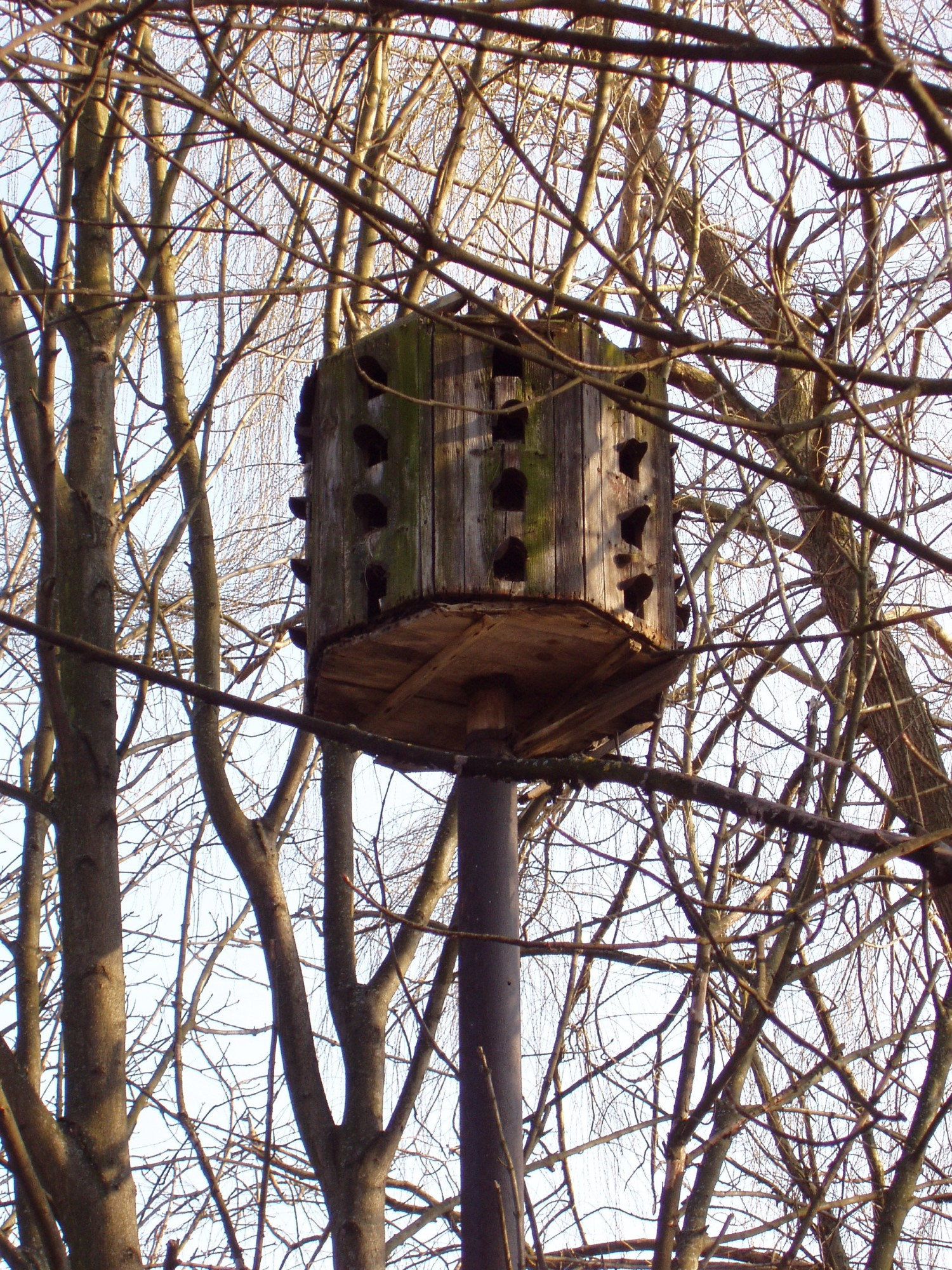
Годівниця для птахів
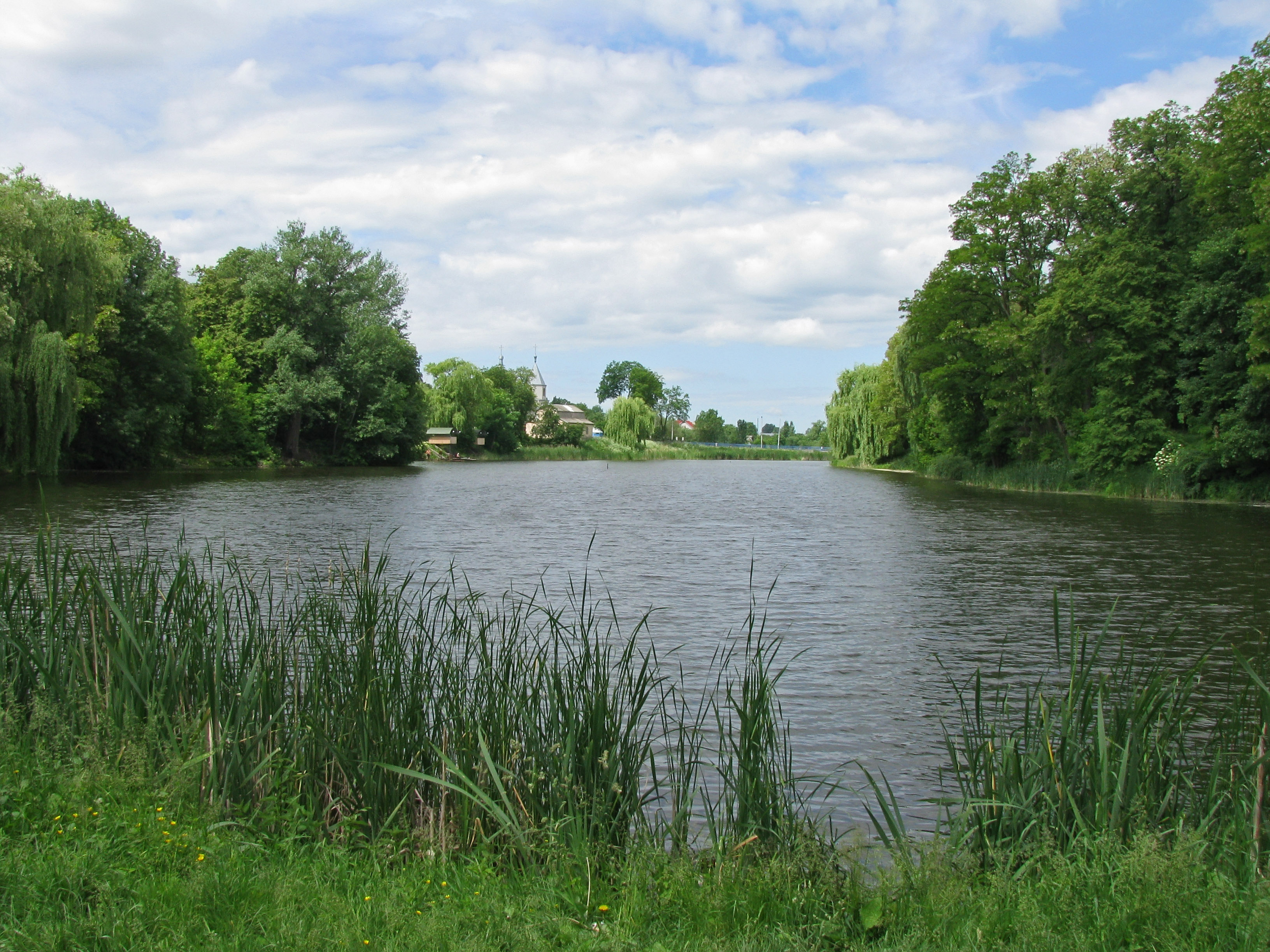
Став у парку
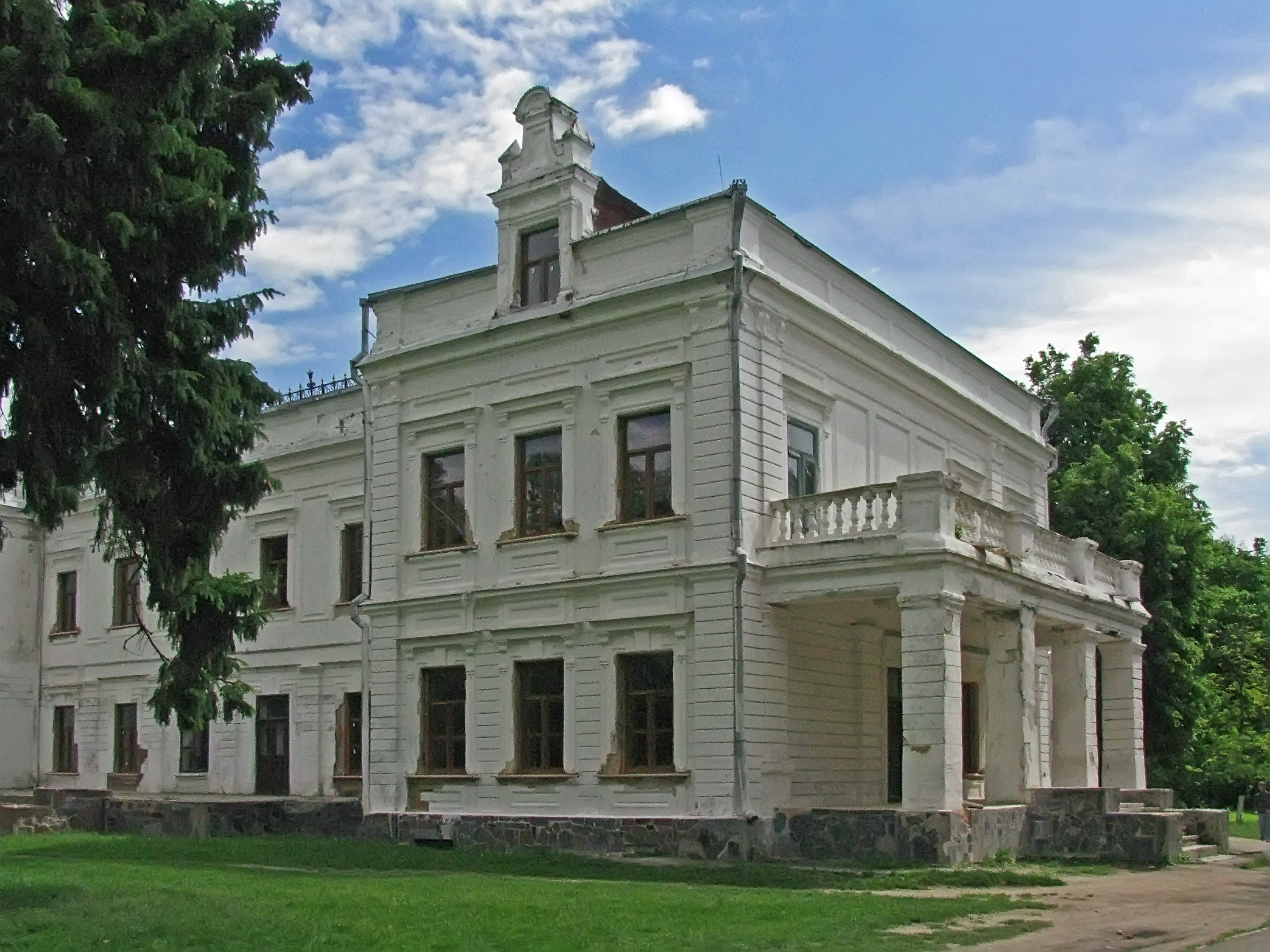
Палац Бержинських-Терещенків
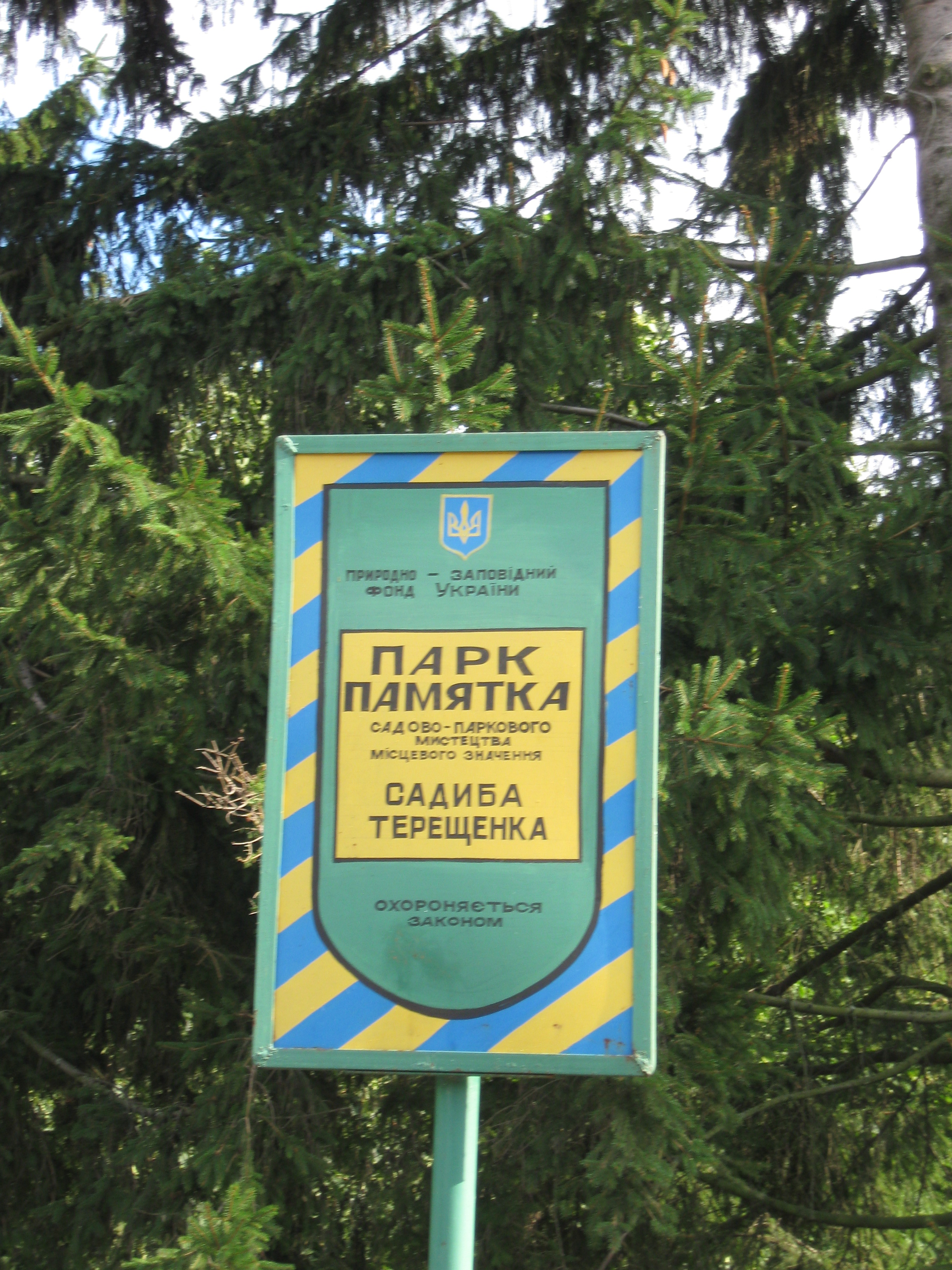
Інформаційно-охоронний знак